# Oxamita
L'oxamita és un mineral de la classe dels compostos orgànics. Rep el seu nom de la seva composició química, contenint els ions oxalat i amoni.

## Característiques
L'oxamita és una substància orgànica de fórmula química (NH₄)₂(C₂O₄)·H₂O. Cristal·litza en el sistema ortoròmbic. La seva duresa a l'escala de Mohs és 2,5.
Segons la classificació de Nickel-Strunz, l'oxamita pertany a «10.AB - Sals d'àcids orgànics: oxalats» juntament amb els següents minerals: humboldtina, lindbergita, gluixinskita, moolooïta, stepanovita, minguzzita, wheatleyita, zhemchuzhnikovita, weddel·lita, whewel·lita, caoxita, natroxalat, coskrenita-(Ce), levinsonita-(Y), zugshunstita-(Ce) i novgorodovaïta.

## Formació i jaciments
Va ser descoberta l'any 1970 a l'illa Guañape, a la província de Trujillo (La Libertad, Perú), en dipòsits de guano d'aus. En aquest indret, sol trobar-se associada a altres minerals com la mascagnita. També ha estat descrita a la cova australiana de Petrogale, a Madura Roadhouse (Austràlia Occidental).